# Strici so mi povedali
Strici so mi povedali je družbeni roman slovenskega pisatelja Miška Kranjca, ki je izšel leta 1974 v Ljubljani. V tem romanu se srečamo s pisateljevim rodnim Prekmurjem, kjer nam predstavi panonsko zasanjanost in njihovo govorico. Gre za spominsko popotovanje že ostarelega pisatelja k izvoru svojega življenja. V knjigi nam skuša obnoviti zgodbo rodbine Fujs, pokaže nam njihovo tragičnost in veselost. Pisatelja, ki je odraščal sredi teh malih ljudi, je zaznamovala predvsem prekmurska revolucija po prvi svetovni vojni. Roman Strici so mi povedali je duhovit in poetičen roman, ki premore obilo slikovitih prizorov, vse od porok do pogrebov. Iz romana veje spoznanje o trdoti življenja in muhavosti odločilnih vzgibov usode, obenem pa smo priča polnemu in vitalnemu svetu.

## Vsebina
Roman je razdeljen na dva dela, prvi del se dogaja v drugi polovici 19. stoletja, drugi del pa po letu 1907, v pisateljem rodnem Prekmurju, v Veliki Polani. V prvem delu nam predstavi svojega pradedka Fujsa, skozi oči svoje mame Mankice. Pripoved začne o njenem nesrečnem rojstvu, kajti Mankica je bila nezankonska hči Manke, katere oče je bil Fujs Števan-Picko, vendar so ga vsi klicali Fujs. Fujs je bil rodovni vodja in vsa njegova falamilija (družina) je živela pod eno streho. Ravno v času Mankinega rojstva pa je rodovniška skupnost začela razpadati, saj so se Fujsovi otroci želeli odseliti in zaživeti na svojem, česar pa jim stari Fujs ni dovolil in kot rodovni vodja je imel zadnjo besedo pri tem, kdo dobi zemljo in kdo ne. Poleg Manke so bili pri družini še štirje sinovi Ivan, Jožef, Andraž in Filip. Poleg Mankine Mankice je bila v hiši še njena sestrična Filipova Mankica in trije bratranci Števek/Števen in dva Markca. Stari Fujs zboli in v tem času njegov najstarejši sin Ivan skorajda popolnoma uniči kmetijo, ko razproda zemljo. Po smrti starega Fujsa in pobegu Ivana, ni pri družini nikogar, ki bi upal postati poglavar te rodovne skupnosti in ta dokončno razpade. Mankina Mankica se je poročila s Kranjčkovim Miškom, in skupaj sta živela v najemu, v majhni sobici, kuhinjo in klet pa so si delili z drugimi. Hodili so v 'Šlavonijo' na sezonsko delo in oče pisatelja, Miško, je v 14. letih na sezonsko delo odšel kar 12.
S tem se začne drugi del, ko pisatelj pripoveduje o svojem življenju. V času njegovega odraščanja se je začela prva svetovna vojna in Miško je spremljal kako vse več moških izginja v to vojno. K sreči se je njegov oče temu ognil z izgovorom, da je zelo slaboviden. Vpoklicali pa so tudi njegove strice oba Markca in Števena. V tem času je Miško posveti branju, saj ima soseda, ki dobiva vse kar izdaja Klekl in Miško mu hodi vsak dan brati. Strici se drug za drugim vračajo iz vojske, vsak s svojimi zgodbami in izkušnjami. S strici pa je iz vojne prišel boljševizem, z njim pa delitev zemlje med siromake. To so vsi v Polani pozdravili z veseljem, saj so bili do zdaj siromaki, a kmalu bodo postali kmeti s svojo lastno zemljo. Te novice in še več pa je raznašal sam Miško, saj so ga imenovali za malega rihtarja, mi dali majhen bobenček in ga pooblastili da raznaša novice, katere mu pove sam župan.
Miška in njegovega prijatelja Cuka pošljejo v Ljubljano v zavod Marijanišče. Vsi predvidevajo, da bo Miško zdaj 'pop' oz. duhovnik, čeprav Miška samega v to ne vleče. Po več letih učenja se vrne domov in pove, da bo profesor in čeprav mama to sprejme, se mu strici smejijo, čemu bo profesor če bi lahko postal pop.  Tako se Miško pridruži Pickovi bandi (muzikantje), ki šteje le štiri ljudi, a igrajo vseeno. Miško spozna dve dekleti, prelepo Šariko in zanimivo Etelko in sočustvuje s kruto usodo, ki jih čaka v prihodnosti, saj se bosta obe poročili z neznancem.
Prvi je umrl Lebarič, mož Filipove Manke, sledila pa mu je Manka sama. Od stricev je bil prvi na vrsti Marko, sledila sta mu brata Števen in Marko.
Pripoved zaključi z epilogom.

## Izdaje in prevodi
1. Prva izdaja (1974 - Pomurska založba) (COBISS)
2. Druga izdaja (1976 - Pomurska založba) (COBISS)
3. Tretja izdaja (1977 - Pomurska založba) (COBISS)
4. Četrta izdaja (1977 - Mladinska knjiga) (COBISS)
5. Peta izdaja (1983 - Pomurska založba) (COBISS)
6. Šesta izdaja (1994 - Pomurska založba) (COBISS)
7. Sedma izdaja (2005 - DZS) (COBISS)
8. Prevod v srbski jezik (1976 - Narodna knjiga) (COBISS)

## Priredbe
Leta 1984 so po knjigi posneli istoimensko televizijsko nadaljevanko.